# Die Spione
Die Spione è un film muto del 1919 diretto da E. A. Dupont. Fu una delle detective story in cui si era specializzato l'attore Max Landa.

## Trama
John Barra, che lavora alle dipendenze di un diplomatico, viene accusato del furto di alcuni importanti documenti. In realtà, l'autrice del furto è sua sorella che è stata soggiogata da Jean Baptiste, un artista. Barra segue Jean Baptiste e, su di un ponte in mezzo a un fiume, lo getta in acqua con un pugnale nella schiena quando vede apparire un investigatore. Il detective salva l'uomo dalle acque, credendo all'inizio, che si sia trattato di un tentativo di suicidio. Ma poi si mette a investigare sul caso.

## Produzione
Il film fu prodotto dalla Stern-Film GmbH (Berlin).

## Distribuzione
Uscì nelle sale cinematografiche tedesche con il visto di censura dell'agosto 1909 e fu presentato in prima a Berlino il 17 ottobre 1919.